# 大源太山 (新潟県)
大源太山（だいげんたさん）は、新潟県南魚沼市と湯沢町の境界に位置する標高1,598mの山。

## 概要
谷川連峰（越後山脈・三国山脈）を形成する山の一つ。四角い木材を指す方言「ゲンタ」から名付けられた。同じ谷川連峰には平標山の南にも同名の山があり、そちらの方が標高が高い(1764.3m)。角ばった山容から「上越のマッターホルン」または「東洋のマッターホルン」と呼ばれている。古図では「大現太」「太釼田」などとも書かれている。登山道はロープやクサリ場などもあり中級者向けである。渡渉点があるため、河川の増水時は登山できない。谷川連峰の主脈から外れた場所にある山頂は、展望を邪魔するものはなく谷川連峰の展望が広がる。
麓の大源太湖周辺は大源太キャニオンとも呼ばれる渓谷となっており、紅葉の名所である。吊り橋（希望大橋）からは、山肌と雪を被った大源太山を水面に映すビューポイントになっている。
山頂からは七ツ小屋山へ縦走ができる他、そこから国境稜線の蓬峠分岐～シシゴヤノ頭～謙信ゆかりの道と周遊ルートを組むことも可能。
大源太川に沿って群馬県へ向かう道は古来「谷後越え」と呼ばれた。手前の小坂集落に「長剣鉄衣山路通」云々と記した碑や「謙信手植えの松」がある。

## 交通アクセス
- 関越自動車道 湯沢インターチェンジから車で30分。普通車10台分の駐車スペースあり。
- 南越後観光バス 越後湯沢駅から旭原・大源太線で「旭原（あさひばら）」あるいは「大源太キャニオン」バス停まで約25分。さらに林道終点まで徒歩およそ1時間。